# Ritos latinos
Los ritos litúrgicos latinos usados en las áreas de la iglesia católica donde el latín fue el lenguaje dominante fueron durante muchos siglos no menos numerosos que los ritos litúrgicos de las iglesias orientales católicas. En la actualidad su número es mucho más reducido. Posteriormente al Concilio de Trento, en 1568 y 1570, el papa Pío V suprimió los breviarios y misales que no pudieron demostrar una antigüedad de por lo menos dos siglos. Muchos ritos locales que continuaban siendo legítimos incluso después de estos decretos fueron voluntariamente abandonados, especialmente en el siglo XIX. La mayoría de las órdenes religiosas que aún mantenían un rito propio decidieron, en la segunda mitad del siglo XX, adoptar el rito romano reformado tal como se revisó de acuerdo con los decretos del Concilio Vaticano II. Unos pocos ritos litúrgicos latinos persisten hoy día para la celebración de la misa en forma revisada desde 1965-1970, pero los ritos litúrgicos específicos para celebrar los demás sacramentos han sido prácticamente abandonados. Los ritos litúrgicos latinos son usados por la iglesia latina (la Iglesia católica romana en el Occidente Cristiano), la iglesia católica antigua y por el catolicismo independiente. También son empleados por la ortodoxia de rito occidental. Diversas versiones reformadas de los ritos latinos son utilizadas por las iglesias protestantes occidentales (todo el protestantismo excluyendo aquella minoría de iglesias que hacen uso de versiones modificadas de los ritos orientales, denominadas iglesias protestantes orientales).

## Ritos litúrgicos actualmente en uso en la Iglesia latina

### Rito romano
El rito romano o misa latina es por mucho el más ampliamente usado. Como los demás ritos litúrgicos, se desarrolló con el tiempo, con las nuevas formas sustituyendo las antiguas. Pasó por muchos cambios en el primer milenio y medio de existencia (ahora llamadas "misas pretridentinas"). La forma establecida por Pío V siguiendo lo solicitado por el Concilio de Trento y establecida entre 1560 y 1570, continuó con mínimas variaciones en los siglos posteriores. Cada edición típica nueva (la edición a la cual las otras impresiones deben adaptarse) del misal romano (ver misa tridentina) y de los otros libros litúrgicos derogaba la anterior.
Fue en el siglo XX cuando hubo cambios más profundos. El papa Pío X modificó radicalmente el salterio del breviario y alteró las rúbricas de la misa. Los papas posteriores continuaron con los cambios, empezando con Pío XII, quien revisó las ceremonias de Semana Santa y ciertos otros aspectos del misal romano en 1955.
El Concilio Vaticano II (1962-1965) fue seguido por una revisión general de los rituales de todos los sacramentos, incluyendo la eucaristía. Como antes, cada nueva edición típica de un libro litúrgico oficial derogaba la anterior. Así pues, el misal romano de 1970, que derogó la edición de 1962, fue derogado por la de 1975. La edición 2002, a su vez, deroga la edición de 1975 tanto en latín, como en las traducciones oficiales que aparece y en las lenguas vernáculas. Se permite a algunos usar la edición 1962 del misal romano (forma llamada misa tridentina), pero bajo las normas del motu proprio Traditionis custodes del papa Francisco.
El Concilio Vaticano II reconoció el derecho de las conferencias episcopales, dentro de los límites establecidos, de reglamentar las cuestiones litúrgicas y en particular de determinar, salvada la unidad sustancial del rito romano, las variaciones y adaptaciones, incluso profundas, a proponer a la Sede Apostólica para introducirlas con su consentimiento. Incluso en Roma se celebra el rito romano con los ajustes a la edición típica en latín determinados por la Conferencia Episcopal Italiana.
A veces se habla de semejantes variaciones y adaptaciones como "usos" del rito romano, pero no como ritos litúrgicos distintos. Por ejemplo, se habla del "uso congoleño" o "uso de Zaire", aprobado por la Congregación para el Culto Divino el 30 de abril de 1988 como "Misal Romano para las diócesis de Zaire" y no como "Rito zaireño de la celebración eucarística", como había sido propuesto. También se llama uso anglicano a una variante del rito romano de la misa en un inglés arcaizante inspirado en el Libro de Oración Común anglicano, misa actualmente utilizada por ex anglicanos convertidos a la Iglesia católica, pero el título oficial del texto es Divine Worship: The Missal in accordance with the Roman Rite ("Culto Divino: el Misal de acuerdo con el Rito romano").

### Rito ambrosiano
El rito ambrosiano es celebrado en la mayor parte de la arquidiócesis de Milán, Italia y en partes de algunas diócesis colindantes en Italia y Suiza. El idioma actualmente utilizado suele ser el italiano. Es similar al rito romano, con algunas variantes en los textos y una ligera diferencia en el orden de las lecturas.

### Rito de Braga
El rito bracarense es usado, de forma opcional desde el 18 de noviembre de 1971 en la arquidiócesis de Braga al norte de Portugal

### Rito mozárabe
La liturgia hispánica, también llamada rito mozárabe o visigótico, fue el prevalente a lo largo de España en tiempos de los visigodos, ahora es celebrado en contadas ocasiones, principalmente en la catedral de Toledo.

### Rito cartujo
El rito cartujo está en uso bajo una versión revisada en 1981. Aparte de los nuevos elementos en esta revisión, es fundamentalmente el rito de Grenoble del siglo XII con algunas añadiduras de varias fuentes. 
Es actualmente el único rito de la Misa ordinario existente de una orden religiosa; pero por virtud del indulto Ecclesia Dei, alguno individuos o pequeños grupos están autorizados a usar algunos ritos hoy ya no usados.

## Ritos occidentales católicos en desuso

### Rito africano
Este rito fue usado, antes de la conquista árabe del siglo VIII, en el norte de África, en particular en la provincia romana de África, la cual corresponde al actual Túnez, de la cual Cartago era su capital. Es muy similar al Rito romano, tanto así que las tradiciones litúrgicas occidentales han sido clasificadas como pertenecientes a dos corrientes, la tradición norteafricana-romana y la tradición galicana (en el sentido amplio), comprendiendo esta al resto del Imperio Romano de Occidente, incluyendo el norte de Italia.

### Rito celta
El antiguo rito celta fue un compuesto de estructuras rituales no-romanas (posiblemente antioquenas) y textos no exentos de influencia romana, que era similar al rito mozárabe en muchos aspectos y habría sido usado por lo menos en algunas partes de Irlanda, Escocia, la parte norte de Inglaterra y tal vez incluso en Gales, Cornualles y Somerset, antes de haber sido ordenado su reemplazo por el rito romano en la Alta Edad Media. El calificativo "celta" es probablemente un término equivocado y puede deberle su origen a la reevangelización de las islas británicas por parte de Agustín de Canterbury en el siglo VI. Se sabe poco de él, a pesar de que sobreviven varios textos litúrgicos.
Algunos grupos cristianos no en comunión con la Iglesia católica, especialmente algunos ortodoxos occidentales en comunión con las Iglesias ortodoxas (por ejemplo, los ortodoxos celtas), han intentado dar vida a una reconstrucción del rito celta, cuya precisión histórica ha sido puesta en duda.

### Rito galicano
«Galicano» es un término retrospectivo aplicado a la suma de las variantes locales, en líneas similares a los arriba designados (como el rito celta o el hispánico), los cuales cayeron en desuso en Francia a finales del primer milenio. No deben ser confundidos con los llamados libros litúrgicos Neo Galicanos publicados en varias diócesis francesas luego del Concilio de Trento, los cuales tienen muy poco o nada que ver con él.

### Otros ritos o usos locales extintos
Varios ritos locales (más propiamente usos o variantes del rito romano) de distintos alcances existieron, pero hoy día no se usan; entre ellos podemos anotar:
- El rito o uso de Sarum (o Salisbury), que era una variante del romano originada en la diócesis de Salisbury y había ido extendiéndose hasta ser ampliamente utilizado en Inglaterra y Escocia en la década de 1530, hasta la Reforma Protestante. Tuvo variantes en York, Lincolnshire, Bangor y Hereford. Actualmente se está intentando recuperar.
- El uso de Colonia, variante usada en esta diócesis antes de 1570.
- El rito lionés de la diócesis de Lyon, Francia, la cual es considerada como el centro (más que Milán) de la difusión de las liturgias galicanas[14]
- El uso Nidaros, largamente extinto, basado principalmente en libros litúrgicos ingleses, usado en la pre-reforma en Noruega.
- El uso de Upsala, suprimido durante la reforma protestante, fue la variante principal del rito romano en Suecia.
- El rito aquileano, rito originado en el antiguo patriarcado de Aquilea en el norte de Italia.
- El rito beneventano.
- El rito de Durham.

## Ritos de órdenes religiosas
Algunas órdenes religiosas celebraban la Misa de acuerdo a su propio rito, los cuales databan de más de 200 años antes de la Bula papal Quo primum. Estos ritos estaban basados en usos locales y combinaban elementos de los ritos romano y galicano. Las órdenes religiosas de origen reciente, jamás han tenido ritos especiales.
Después del Concilio Vaticano II, la mayoría de ellos fueron abandonados, excepto el cartujo, el dominico y el carmelita.
Los ritos de órdenes religiosas que han sido abandonados son:
- Rito benedictino
- Rito capuchino
- Rito franciscano
- Rito servita

En cambio los siguientes ritos se han recuperado, aunque su uso se da de forma limitada por algunas comunidades:
- Rito carmelita
- Rito cisterciense
- Rito dominico
- Rito premostratense o norbertino